# Pierre Jean Louis Dangeard
Pour les articles homonymes, voir Dangeard.
Pierre Jean Louis Dangeard est un botaniste français, né le 18 février 1895 à Poitiers et mort le 23 août 1970 à Pléneuf-Val-André (dans les Côtes-du-Nord).

## Biographie
Il est le fils du mycologue Pierre Clément Augustin Dangeard (1862-1947) et le frère du géologue Louis Dangeard (1898-1987). Après sa licence de sciences naturelles en 1914, il prend part à la Première Guerre mondiale où il est blessé et reçoit la Légion d'honneur. Il obtient l'agrégation de sciences naturelles en 1921 et obtient son doctorat en 1923 avec une thèse intitulée Recherches de biologie cellulaire (évolution du système vacuolaire chez les végétaux).
Dangeard devient spécialiste des algues marines et participe aux expéditions dirigées par Jean-Baptiste Charcot (1867-1936) à bord du Pourquoi pas ?.
En 1940, il fait état pour la première fois de l'utilisation de la spiruline comme aliment par les Kanembou sur les berges du Lac Tchad, ce qu'il rapporte dans les Procès-Verbaux de la Société Linnéenne de Bordeaux.

## Liste partielle des publications
- Description des péridiniens testacés recueillis par la Mission Charcot pendant le mois d'août 1924 (Blondel La Rougery, Paris, 1926).
- Traité d'algologie : introduction à la biologie et à la systématique des algues (Lechevalier, Paris, 1933).

## Source
- Jean Dhombres (dir.) (1995). Aventures scientifiques. Savants en Poitou-Charentes du XVIe au XXe siècle. Les éditions de l’Actualité Poitou-Charentes (Poitiers) : 262 p.  (ISBN 2-911320-00-X)